# Gustav Siemens
Gustav Siemens, vollständiger Name Gustav Karl Wilhelm Siemens oder Wilhelm Carl August Gustav Siemens (* 12. August 1806 in Aerzen; † 26. Mai 1874 in Hannover) war ein deutscher Jurist und Politiker aus der Familie Siemens.

## Leben
Siemens studierte ab 1823 Rechtswissenschaften an der Universität Göttingen und war dort Mitglied der Landsmannschaft Osnabrugia. 1826 promovierte er zum Dr. jur. Er wurde 1826 Auditor am Stadtgericht in Hannover, 1835 Stadtgerichtssekretär, dann Stadtgerichtsassessor. Bis 1854 war er auch Rechtsanwalt in Hannover. 1854 wurde er Oberamtsrichter, 1860 Ministerialrat im hannoverschen Ministerium des Innern.
1837 war Siemens Mitglied der 2. Kammer der Allgemeinen Ständeversammlung des Königreichs Hannover. 1848 war er Mitglied des Handelspolitischen Clubs in Frankfurt am Main. Er gehörte dem Vorparlament, dem Fünfzigerausschuss und vom 20. Mai 1848 bis 24. Mai 1849 der Frankfurter Nationalversammlung an (Casino). Im Juni 1849 nahm er an der Gothaer Versammlung teil. Siemens wählte Friedrich Wilhelm IV. zum Kaiser der Deutschen.
Er war ein Bruder von Adolf und Carl Georg Siemens sowie ein Vetter dritten Grades des Erfinders und Unternehmensgründers Werner von Siemens. Gustavs Sohn, der Elektroingenieur Alexander Siemens (1847–1928) wurde Direktor der britischen Filiale Siemens Brothers & Co.

## Schriften (Auswahl)
- Darstellung der Verhältnisse, in welchen der Amtmann Franz Ernst Siemens zu Pyrmont, zu der Fürstl. Waldekischen Domainen-Cammer zu Arolsen wegen der Pacht des s.g. Braukampes zu Pyrmont seit dem Jahre 1806 bis 1832 gestanden hat, nach den Acten, zunächst zum processualen Gebrauche bearb., Hannover: Gebrüder Jänecke, 1832[2]
- Ueber die Mängel unserer heutigen Rechtspflege und die Mittel, denselben abzuhelfen, mit besonderer Berücksichtigung des Königreiches Hannover und der Einführung eines öffentlichen und mündlichen Verfahrens daselbst, Gebrüder Hahn, Hannover 1832